# Chef commissaire de Rodrigues
Le chef commissaire de Rodrigues est le chef du gouvernement régional de Rodrigues. Ce dernier est nommé par le président de la république de Maurice après consultation avec le Premier ministre et doit disposer de la majorité. Après la prestation de serment, le nouveau chef commissaire nomme les six autres commissaires. Il rend compte directement au Premier ministre et le cas échéant au ministre de Rodrigues.

## Liste des chefs commissaires
| Mandat                            | Nom                  | Parti                             |
| --------------------------------- | -------------------- | --------------------------------- |
| 12 octobre 2002 - 4 février 2003  | Jean Daniel Spéville | Organisation du peuple rodriguais |
| 4 février 2003 - 4 août 2006      | Serge Clair          | Organisation du peuple rodriguais |
| 4 août 2006 - 12 janvier 2011     | Johnson Roussety     | Mouvement rodriguais              |
| 12 janvier 2011 - 11 février 2012 | Gaëtan Jhabeemissur  | Mouvement rodriguais              |
| 11 février 2012 - 5 mars 2022     | Serge Clair          | Organisation du peuple rodriguais |
| 5 mars 2022 - 6 mars 2024         | Johnson Roussety     | Alliance rodriguaise              |
| depuis le 6 mars 2024             | Franceau Grandcourt  | Union du peuple rodriguais        |